# Nuno Valente
Nuno Jorge Pereira Silva Valente OIH (Lisbona, 12 settembre 1974) è un allenatore di calcio ed ex calciatore portoghese, di ruolo difensore.

## Carriera

### Giocatore

#### Club

##### Gli inizi giovanili e Portimonense
Nato a Lisbona, Nuno Valente cresce calcisticamente nelle giovanili dello Sporting. A 15 anni passa al Vitória Lisbona, prima di tornare allo Sporting nel 1990. Per la stagione 1993-1994 viene prestato al Portimonense, neopromosso in seconda divisione portoghese, dove colleziona 26 presenze e una rete.

##### Sporting e Marítimo
Nel 1994 torna allo Sporting, con il quale trionfa nella Coppa del Portogallo 1994-1995 e nella Supercoppa portoghese 1995. Rimane nella capitale lusitana anche per la stagione successiva, prima di venire girato nuovamente in prestito nel 1996-1997 al Marítimo. Con la squadra di Madera disputa 30 incontri di Primeira Divisão, finendo la stagione all'ottavo posto.
Tra il 1997 e il 1999 disputa altre due stagioni con lo Sporting, spesso da comprimario, totalizzando 18 presenze e un gol in massima serie.

##### União Leiria
Nell'estate 1999 il giovane allenatore dell'União Leiria José Mourinho nota il talento di Valente e lo aggrega alla sua squadra. Il terzino rimarrà a Leiria fino al 2002, totalizzando in tre anni 87 presenze in Primeira Liga, con l'União che raggiunge buoni piazzamenti di classifica (decimo, quinto e settimo posto).

##### Porto
Nel 2002 Valente segue Mourinho al Porto, diventando il primo acquisto della sua gestione insieme a Derlei. La prima stagione coi Dragões lo vede subito determinante nella vittoria di titoli nazionali (campionato e coppa di Portogallo 2002-2003) e della Coppa UEFA 2003, aggiudicata grazie al successo per 3-2 in finale contro il Celtic.
Dopo il successo nella Supercoppa portoghese 2003, con il Porto vince anche la Primeira Liga 2003-2004 e, con undici presenze, è uno dei grandi protagonisti allo storico trionfo nella Champions League 2003-2004. Al termine della stagione rinnova il suo contratto coi bianco-blu fino al 2007. Il 5 luglio 2004 viene nominato Ufficiale dell'Ordine dell'infante Dom Henrique.
In seguito al trasferimento di Mourinho al Chelsea nell'estate 2004, l'ultima stagione di Valente ad Oporto è minata da parecchi infortuni che ne compromettono il suo rendimento. In totale gioca solamente otto partite di campionato ma ritorna in tempo per disputare gli ottavi di finale della Champions League 2004-2005, nei quali i portoghesi campioni d'Europa in carica sono sconfitti dall'Inter con un punteggio cumulativo di 2-4.

##### Everton
Dopo un braccio di ferro con la società portoghese, durante il quale il presidente del Porto Pinto da Costa sancisce al giocatore un ultimatum, minacciando una sospensione, il 28 agosto 2005 il terzino lusitano, su consiglio del mentore Mourinho, si trasferisce all'Everton per €2,2 milioni, andando a rimpiazzare l'infortunato Alessandro Pistone. Dopo un primo periodo di ambientamento, diventa presto un titolare fisso dei Toffees, giocandosi la concorrenza sulla fascia sinistra con Gary Naysmith. La squadra termina la Premier League 2005-2006 in undicesima posizione e Valente, alla sua prima stagione nel campionato inglese, colleziona 20 presenze. Nel febbraio 2007 estende di un altro anno il proprio contratto col club di Liverpool.
A maggio 2008 rinnova fino al 2009, ma il portoghese inizia a scalare nelle gerarchie in favore del giovane Leighton Baines. Il giocatore perde progressivamente il posto anche a causa del riadattamento a terzino sinistro del centrale di difesa Joleon Lescott. Per tutta la stagione 2008-2009 viene fermato dagli infortuni e racimola soltanto due presenze complessive. Il 12 giugno 2009, dopo 60 apparizioni totali in tutte le competizioni in quattro anni all'Everton, viene svincolato e si ritira dal calcio giocato.
Subito dopo il suo ritiro da calciatore professionista, Valente rimane nella società dell'Everton come scout ufficiale del club inglese in Portogallo per tutto il 2009-2010.

#### Nazionale
Ha debuttato con la Nazionale del Portogallo il 7 settembre 2002 nella partita pareggiata 1-1 a Birmingham contro l'Inghilterra. Il 31 marzo 2004 segna la sua prima rete in nazionale, nel corso dell'amichevole persa 1-2 con l'Italia a Braga. Il gol agli Azzurri risulterà anche l'unica rete di Valente con la maglia del Portogallo.
Partecipa agli Europei in casa del 2004, terminati con la sconfitta in finale contro la Grecia. Infortunatosi alla coscia nel 2005, recupera in tempo per partecipare ai Mondiali 2006. In tale manifestazione è uno dei sedici ammoniti del combattuto ottavo di finale contro l'Olanda (la battaglia di Norimberga) e nel corso del turno successivo contro l'Inghilterra un suo tocco di mano in area su un cross di Beckham non viene sanzionato dall'arbitro Horacio Elizondo. Sconfitto dalla Francia in semifinale, il Portogallo perde anche la finalina contro la Germania e termina il campionato del mondo al quarto posto.
L'11 ottobre 2006 gioca la sua ultima partita in nazionale contro la Polonia, in un incontro valido per le qualificazioni ad Euro 2008.

### Allenatore

#### Sporting
Nella stagione 2010-2011 torna allo Sporting, entrando come assistente nello staff tecnico dell'allenatore Paulo Sérgio.

#### Trofense
L'11 ottobre 2017 viene ingaggiato dal Trofense, club di terza serie portoghese, per sostituire il tecnico Fernando Mira. Dopo cinque sconfitte in sei gare, Valente viene sollevato dall'incarico in meno di due mesi.

## Statistiche

### Presenze e reti nei club
| Stagione                | Squadra                 | Campionato              | Campionato | Campionato | Coppe nazionali | Coppe nazionali | Coppe nazionali | Coppe continentali | Coppe continentali | Coppe continentali | Altre coppe | Altre coppe | Altre coppe | Totale | Totale |
| Stagione                | Squadra                 | Comp                    | Pres       | Reti       | Comp            | Pres            | Reti            | Comp               | Pres               | Reti               | Comp        | Pres        | Reti        | Pres   | Reti   |
| ----------------------- | ----------------------- | ----------------------- | ---------- | ---------- | --------------- | --------------- | --------------- | ------------------ | ------------------ | ------------------ | ----------- | ----------- | ----------- | ------ | ------ |
| 1993-1994               | Portimonense            | SL                      | 26         | 1          | CP              | ?               | ?               | -                  | -                  | -                  | -           | -           | -           | 26+    | 1+     |
| 1994-1995               | Sporting Lisbona        | PD                      | 9          | 0          | CP              | ?               | ?               | CU                 | ?                  | ?                  | -           | -           | -           | 9+     | 0+     |
| 1995-1996               | Sporting Lisbona        | PD                      | 9          | 0          | CP              | ?               | ?               | CC                 | 2                  | 0                  | SP          | ?           | ?           | 11+    | 0+     |
| 1996-1997               | Marítimo                | PD                      | 30         | 0          | CP              | ?               | ?               | -                  | -                  | -                  | -           | -           | -           | 30+    | 0+     |
| 1997-1998               | Sporting Lisbona        | PD                      | 6          | 0          | CP              | ?               | ?               | CL                 | ?                  | ?                  | -           | -           | -           | 6+     | 0+     |
| 1998-1999               | Sporting Lisbona        | PD                      | 12         | 1          | CP              | ?               | ?               | CU                 | ?                  | ?                  | -           | -           | -           | 12+    | 1+     |
| Totale Sporting Lisbona | Totale Sporting Lisbona | Totale Sporting Lisbona | 36         | 1          |                 | ?               | ?               |                    | 2                  | 0                  |             | ?           | ?           | 38+    | 1+     |
| 1999-2000               | União Leiria            | PL                      | 28         | 0          | CP              | ?               | ?               | -                  | -                  | -                  | -           | -           | -           | 28+    | 0+     |
| 2000-2001               | União Leiria            | PL                      | 31         | 2          | CP              | ?               | ?               | -                  | -                  | -                  | -           | -           | -           | 31+    | 2+     |
| 2001-2002               | União Leiria            | PL                      | 28         | 0          | CP              | ?               | ?               | -                  | -                  | -                  | -           | -           | -           | 28+    | 0+     |
| Totale União Leiria     | Totale União Leiria     | Totale União Leiria     | 87         | 2          |                 | ?               | ?               |                    | -                  | -                  |             | -           | -           | 87+    | 2+     |
| 2002-2003               | Porto                   | PL                      | 22         | 0          | CP              | 1               | 1               | CU                 | 8                  | 0                  | -           | -           | -           | 31     | 1      |
| 2003-2004               | Porto                   | PL                      | 27         | 0          | CP              | 3               | 0               | CL                 | 11                 | 0                  | SP          | 1           | 0           | 42     | 0      |
| 2004-2005               | Porto                   | PL                      | 8          | 0          | CP              | ?               | ?               | CL                 | 2                  | 0                  | SP+CI+SU    | 1+0+1       | 0           | 12+    | 0+     |
| Totale Porto            | Totale Porto            | Totale Porto            | 57         | 0          |                 | 4+              | 1+              |                    | 21                 | 0                  |             | 3           | 0           | 85+    | 1+     |
| 2005-2006               | Everton                 | PL                      | 20         | 0          | FACup+CdL       | 4+0             | 0               | CU                 | 2                  | 0                  | -           | -           | -           | 26     | 0      |
| 2006-2007               | Everton                 | PL                      | 14         | 0          | FACup+CdL       | 1+2             | 0               | -                  | -                  | -                  | -           | -           | -           | 17     | 0      |
| 2007-2008               | Everton                 | PL                      | 9          | 0          | FACup+CdL       | 0+3             | 0               | CU                 | 3                  | 0                  | -           | -           | -           | 15     | 0      |
| 2008-2009               | Everton                 | PL                      | 2          | 0          | FACup+CdL       | 0+0             | 0               | CU                 | 0                  | 0                  | -           | -           | -           | 2      | 0      |
| Totale Everton          | Totale Everton          | Totale Everton          | 45         | 0          |                 | 10              | 0               |                    | 5                  | 0                  |             | -           | -           | 60     | 0      |
| Totale carriera         | Totale carriera         | Totale carriera         | 281        | 4          |                 | 14+             | 1+              |                    | 28+                | 0+                 |             | 3+          | 0+          | 326+   | 5+     |

### Cronologia presenze e reti in nazionale
| Cronologia completa delle presenze e delle reti in nazionale ― Portogallo | Cronologia completa delle presenze e delle reti in nazionale ― Portogallo | Cronologia completa delle presenze e delle reti in nazionale ― Portogallo | Cronologia completa delle presenze e delle reti in nazionale ― Portogallo | Cronologia completa delle presenze e delle reti in nazionale ― Portogallo | Cronologia completa delle presenze e delle reti in nazionale ― Portogallo | Cronologia completa delle presenze e delle reti in nazionale ― Portogallo | Cronologia completa delle presenze e delle reti in nazionale ― Portogallo |
| Data                                                                      | Città                                                                     | In casa                                                                   | Risultato                                                                 | Ospiti                                                                    | Competizione                                                              | Reti                                                                      | Note                                                                      |
| ------------------------------------------------------------------------- | ------------------------------------------------------------------------- | ------------------------------------------------------------------------- | ------------------------------------------------------------------------- | ------------------------------------------------------------------------- | ------------------------------------------------------------------------- | ------------------------------------------------------------------------- | ------------------------------------------------------------------------- |
| 7-9-2002                                                                  | Birmingham                                                                | Inghilterra                                                               | 1 – 1                                                                     | Portogallo                                                                | Amichevole                                                                | -                                                                         | 46’                                                                       |
| 12-10-2002                                                                | Lisbona                                                                   | Portogallo                                                                | 1 – 1                                                                     | Tunisia                                                                   | Amichevole                                                                | -                                                                         |                                                                           |
| 16-10-2002                                                                | Göteborg                                                                  | Svezia                                                                    | 2 – 3                                                                     | Portogallo                                                                | Amichevole                                                                | -                                                                         | 46’                                                                       |
| 12-2-2003                                                                 | Genova                                                                    | Italia                                                                    | 1 – 0                                                                     | Portogallo                                                                | Amichevole                                                                | -                                                                         | 78’                                                                       |
| 20-8-2003                                                                 | Chaves                                                                    | Portogallo                                                                | 1 – 0                                                                     | Kazakistan                                                                | Amichevole                                                                | -                                                                         | 61’                                                                       |
| 6-9-2003                                                                  | Guimarães                                                                 | Portogallo                                                                | 0 – 3                                                                     | Spagna                                                                    | Amichevole                                                                | -                                                                         | 46’                                                                       |
| 11-10-2003                                                                | Lisbona                                                                   | Portogallo                                                                | 5 – 3                                                                     | Albania                                                                   | Amichevole                                                                | -                                                                         | 61’                                                                       |
| 18-2-2004                                                                 | Faro                                                                      | Portogallo                                                                | 1 – 1                                                                     | Inghilterra                                                               | Amichevole                                                                | -                                                                         | 46’                                                                       |
| 31-3-2004                                                                 | Braga                                                                     | Portogallo                                                                | 1 – 2                                                                     | Italia                                                                    | Amichevole                                                                | 1                                                                         | 46’                                                                       |
| 5-6-2004                                                                  | Setúbal                                                                   | Portogallo                                                                | 4 – 1                                                                     | Lituania                                                                  | Amichevole                                                                | -                                                                         | 46’                                                                       |
| 16-6-2004                                                                 | Lisbona                                                                   | Russia                                                                    | 0 – 2                                                                     | Portogallo                                                                | Euro 2004 - 1º Turno                                                      | -                                                                         |                                                                           |
| 20-6-2004                                                                 | Lisbona                                                                   | Spagna                                                                    | 0 – 1                                                                     | Portogallo                                                                | Euro 2004 - 1º Turno                                                      | -                                                                         |                                                                           |
| 24-6-2004                                                                 | Lisbona                                                                   | Portogallo                                                                | 2 – 2 dts (6 - 5 dtr)                                                     | Inghilterra                                                               | Euro 2004 - Quarti di finale                                              | -                                                                         |                                                                           |
| 30-6-2004                                                                 | Lisbona                                                                   | Portogallo                                                                | 2 – 1                                                                     | Paesi Bassi                                                               | Euro 2004 - Semifinale                                                    | -                                                                         | 44’                                                                       |
| 4-7-2004                                                                  | Lisbona                                                                   | Portogallo                                                                | 0 – 1                                                                     | Grecia                                                                    | Euro 2004 - Finale                                                        | -                                                                         | 90+3’                                                                     |
| 4-9-2004                                                                  | Riga                                                                      | Lettonia                                                                  | 0 – 2                                                                     | Portogallo                                                                | Qual. Mondiali 2006                                                       | -                                                                         | 74’                                                                       |
| 26-3-2005                                                                 | Barcelos                                                                  | Portogallo                                                                | 4 – 1                                                                     | Canada                                                                    | Amichevole                                                                | -                                                                         | 46’                                                                       |
| 30-3-2005                                                                 | Bratislava                                                                | Slovacchia                                                                | 1 – 1                                                                     | Portogallo                                                                | Qual. Mondiali 2006                                                       | -                                                                         |                                                                           |
| 3-9-2005                                                                  | Faro                                                                      | Portogallo                                                                | 6 – 0                                                                     | Lussemburgo                                                               | Qual. Mondiali 2006                                                       | -                                                                         |                                                                           |
| 7-9-2005                                                                  | Mosca                                                                     | Russia                                                                    | 0 – 0                                                                     | Portogallo                                                                | Qual. Mondiali 2006                                                       | -                                                                         |                                                                           |
| 8-10-2005                                                                 | Aveiro                                                                    | Portogallo                                                                | 2 – 1                                                                     | Liechtenstein                                                             | Qual. Mondiali 2006                                                       | -                                                                         | 20’                                                                       |
| 1-3-2006                                                                  | Düsseldorf                                                                | Arabia Saudita                                                            | 0 – 3                                                                     | Portogallo                                                                | Amichevole                                                                | -                                                                         | 63’                                                                       |
| 3-6-2006                                                                  | Metz                                                                      | Lussemburgo                                                               | 0 – 3                                                                     | Portogallo                                                                | Amichevole                                                                | -                                                                         |                                                                           |
| 11-6-2006                                                                 | Colonia                                                                   | Angola                                                                    | 0 – 1                                                                     | Portogallo                                                                | Mondiali 2006 - 1º Turno                                                  | -                                                                         | 80’                                                                       |
| 17-6-2006                                                                 | Francoforte                                                               | Portogallo                                                                | 2 – 0                                                                     | Iran                                                                      | Mondiali 2006 - 1º Turno                                                  | -                                                                         |                                                                           |
| 25-6-2006                                                                 | Norimberga                                                                | Portogallo                                                                | 1 – 0                                                                     | Paesi Bassi                                                               | Mondiali 2006 - Ottavi di finale                                          | -                                                                         | 76’                                                                       |
| 1-7-2006                                                                  | Gelsenkirchen                                                             | Inghilterra                                                               | 0 – 0 dts (1 - 3 dtr)                                                     | Portogallo                                                                | Mondiali 2006 - Quarti di finale                                          | -                                                                         |                                                                           |
| 5-7-2006                                                                  | Monaco di Baviera                                                         | Portogallo                                                                | 0 – 1                                                                     | Francia                                                                   | Mondiali 2006 - Semifinale                                                | -                                                                         |                                                                           |
| 8-7-2006                                                                  | Stoccarda                                                                 | Germania                                                                  | 3 – 1                                                                     | Portogallo                                                                | Mondiali 2006 - Finale 3º posto                                           | -                                                                         | 69’                                                                       |
| 1-9-2006                                                                  | Copenaghen                                                                | Danimarca                                                                 | 4 – 2                                                                     | Portogallo                                                                | Amichevole                                                                | -                                                                         | 77’                                                                       |
| 6-9-2006                                                                  | Helsinki                                                                  | Finlandia                                                                 | 1 – 1                                                                     | Portogallo                                                                | Qual. Euro 2008                                                           | -                                                                         |                                                                           |
| 7-10-2006                                                                 | Porto                                                                     | Portogallo                                                                | 3 – 0                                                                     | Azerbaigian                                                               | Qual. Euro 2008                                                           | -                                                                         | 22’ 46’                                                                   |
| 11-10-2006                                                                | Cracovia                                                                  | Polonia                                                                   | 2 – 1                                                                     | Portogallo                                                                | Qual. Euro 2008                                                           | -                                                                         |                                                                           |
| Totale                                                                    |                                                                           | Presenze                                                                  | 33                                                                        |                                                                           | Reti                                                                      | 1                                                                         |                                                                           |

## Palmarès

### Club

#### Competizioni nazionali
- Coppa del Portogallo: 2

Sporting Lisbona: 1994-1995
Porto: 2002-2003
- Supercoppa di Portogallo: 3

Sporting Lisbona: 1995
Porto: 2003, 2004
- Campionato portoghese: 2

Porto: 2002-2003, 2003-2004

#### Competizioni internazionali
- Coppa UEFA: 1

Porto: 2002-2003
- Coppa dei Campioni/UEFA Champions League: 1

Porto: 2003-2004
- Coppa Intercontinentale: 1

Porto: 2004